# Roi Sorcier
Roi Sorcier (titre original : Witch King) est un roman de fantasy de Martha Wells, paru en 2023 puis traduit en français et publié en 2024.
Roi Sorcier a remporté le prix Locus du meilleur roman de fantasy 2024.

## Éditions
- Witch King, Tor, 30 mai 2023, 432 p.  (ISBN 978-1-250-82679-4)
- Roi Sorcier, L'Atalante, coll. « La Dentelle du cygne », 26 septembre 2024, trad. Mathilde Montier, 464 p.  (ISBN 979-10-360-0198-7)